# Carl Theodor Fredrik Koller
Carl Theodor Fredrik Koller, född 14 april 1827 i Fredrikstad, död 28 september 1897 i Kristiania, var en norsk agronom.
Koller studerade först lantbruk i Norge och Danmark, varefter han 1853-56 förestod Lantbruksskolan på Haslem i Rakkestad. Efter en kort vistelse i Danmark förestod han 1857-80 Kristians amts lantbruksskola på Houg i Vardal. Senare var han direktör för Ås högre lantbruksskola 1880-95. Han bidrog i hög grad till att öka intresset för lantbruksundervisning i Norge. Åren 1883-94 var han ledamot av direktionen för Selskapet for Norges vel.